# 純潔光鰓魚
純潔光鰓魚（學名：Chromis pura），又稱純潔光鰓雀鯛，是輻鰭魚綱鱸形目雀鯛科光鰓魚屬的其中一種，分布於西太平洋印尼海域，深度可達18公尺，本魚體呈卵圓形且側扁，尾柄藍灰色，漸變至暗黃色，鱗片邊緣呈深灰色，頭部和頸背的背部呈綠灰色，背鰭主要為藍灰色，軟條部前半部顏色較深，後半部黃色，臀鰭主要為黑色，但最後幾條鰭條呈透明色，前緣呈薄藍色，尾鰭暗黃色，腹鰭透明，基部有明顯的黑色三角形斑塊，背鰭硬棘18枚、背鰭軟條12-13枚、臀鰭硬棘2枚、臀鰭軟條11枚，體長可達7.6公分，棲息在礁石區，以浮游生物為食，繁殖期時成對出現，雄魚會守護卵直到孵化，生活習性不明。